# Neodriessenia tectiflora
Neodriessenia tectiflora är en tvåhjärtbladig växtart som beskrevs av Carlo Hansen. Neodriessenia tectiflora ingår i släktet Neodriessenia och familjen Melastomataceae. Inga underarter finns listade i Catalogue of Life.